# Патогномонични знак
Патогномонични знак (синоним патогномични знак) је термин који се често користи у медицини, а значи „специфични, карактеристични или индикативни знак за одређену болест“. Реч је придев грчког порекла изведен од речи πάθος - pathos „болест“ и γνώμων - gnomon „индикатор“ (од γιγνώσκω - gignosko „знам, препознајем“).
Патогномонични знак је одређени знак који се односи на налаз или знак који се налази само код једног специфичног стања или одређене групе стања, и има 100% специфичност (односно да је одређена болест присутна ван сваке сумње). Стога, имплицитно, патогномонични налаз не може и нема диференцијалну дијагнозу.  
Налаз који је данас патогномоничан, сутра можда неће бити. Како се откривају нова стања, прекласификују се стара стања и објављују извештаји о случајевима, патогномичност се може променити. На пример, деценијама  се сматрало да је зарез на доњем ребру патогномонична појава за коарктацију аорте.
То не имплицира ништа о осетљивости налаза; заправо, налаз може бити редак и стога се његово одсуство не може схватити као коментар о вероватноћи да се то стање појави, осносно одсуство патогномоничног знака не искључује болест.

## Употреба термина
Означавањем знака или симптома као „патогномонични“ има за циљ да истакне  специфичан „дијагностички“ знак  или симптом неког стања.
Иако неки налази могу бити класични, типични или веома сугестивни у одређеном стању, они се не морају јавити јединствено у том стању и стога не морају директно имплицирати одређену дијагнозу. Патогномонични знак или симптом има веома високу позитивну предиктивну вредност и високу специфичност, али не мора имати високу осетљивост (на пример, понекад може бити одсутан код одређене болести, јер термин само имплицира да, када је присутан, лекар одмах зна болест пацијента). Присуство патогномонског налаза омогућава тренутну дијагнозу, јер нема других стања у диференцијалној дијагнози.
Сингуларни патогномонични знаци су релативно ретки. Примери патогномоничних налаза укључују:
- Копликове мрље у устима код малих богиња,

- палмарне ксантоме који се виде на рукама људи који пате од хиперлипопротеинемије,

- Негријева телашца унутар можданог ткива зараженог беснилом,

- тетраду осипа, артралгије, болова у стомаку и болести бубрега код детета са Хенох-Шенлајновом пурпуром,

- сукцинилацетон код тирозинемије типа I.

За разлику од симптома (које пацијент субјективно пријављује, а не мери) и знакова (које лекар примећује поред кревета на физичком прегледу, без потребе за извештајем), већи број резултата медицинских тестова је патогномонични. Пример је хиперсегментирани неутрофил, који се види само код мегалобластичних анемије (не једна болест, већ скуп уско повезаних болесних стања). Чешће је резултат теста „патогномоничан“ само зато што је постигнут консензус да се дефинише стање болести у смислу резултата теста (као што је шечерна баолест која се дефинише у смислу хроничног нивоа глукозе у крви на гладно).
Насупрот томе, тест са веома високом осетљивошћу ретко пропушта стање, тако да негативан резултат треба да буде охрабрујући (болест на коју се тестира је одсутна). Знак или симптом са веома високом осетљивошћу се често назива sine qua non. Пример таквог теста је генетски тест за проналажење основне мутације код одређених врста наследног рака дебелог црева.

## Примери
| Болест                      | Знак | Илустрација |
| --------------------------- | --- | ----------- |
| Инфекција цитомегаловирусом | У Папа тесту се примећују карактеристично обликована инклузивна тела названа „Совино око“ (видети слику). |             |
| Лајмска болест              | Циљни осип на латинском : Еритхема цхроницум мигранс |             |
| Хипокалцемија               | Трусоов знак (спазам шаке после надувавања манжетне манометра за мерење крвног притиска 20 милиметара изнад систолног крвног притиска, током 3 до 5 минута). Хвостеков знак (грчење мишића усана изазвано куцкањем на фацијални нерв изнад рамуса мандибуле) |             |
| Тетанус                     | Класичан знак тетануса, ризус сардоникус (облик фацијалне дистоније који производи фиксни израз лица који се смеје или кези). |             |
| Мале богиње                 | Копликове мрље |             |
| Дифтерија                   | Псеудомембрана крајника, грла и носне слузокоже |             |
| Хронични панкреатитис       | Греј-Тарнеров симптом, екхимоза бока |             |
| Колера                      | Воденаста дијареја „пиринчана вода“ |             |
| Паркинсонова болест         | Карактеристичан ход, укоћен израз лица и дрхтаве руке. |             |